# Takaoka
Takaoka (japonsky:高岡市 Takaoka-ši) je japonské město v prefektuře Tojama na Honšú. Žije zde přes 175 tisíc obyvatel. Město je významnou dopravní křižovatkou. Působí zde mnoho středních škol a 8 vysokých škol.

## Partnerská města
- Fort Wayne, Indiana, Spojené státy americké (1977)
- Liao-jang, Čína (srpen 2010)

- Mirandópolis, Brazílie (1974)
- Ťin-čou, Čína (srpen 1985)